# Barrage des Pradeaux
Le barrage des Pradeaux est un barrage construit sur le ruisseau l'Enfer, dans les communes de Grandrif et Saint-Anthème (près d'Ambert, Puy-de-Dôme, Auvergne-Rhône-Alpes). Il est situé près du col des Pradeaux (1 196 m) dans les monts du Forez, au cœur du Parc naturel régional Livradois-Forez.

## Historique
Le barrage des Pradeaux a été construit par le cabinet d'études André Coyne dans les années 1930 (1936-1940). 

## Caractéristiques
C'est un barrage à voûtes multiples et contreforts.

## Exploitation
L'usine hydroélectrique associée est aujourd'hui exploitée par la Société d'Energie électrique de Grandrif, au profit de Birseck Hydro siègeant dans le Haut-Rhin, et ce, jusqu'en 2037 (concession).

## Particularité
Ce barrage est un barrage hydroélectrique ; les conduites forcées et les usines de production ont été construites et gérées par plusieurs associés privés de la région stéphanoise (voir plaque d'inauguration sur le barrage). Il comprend deux usines de production successives. La concession a été reprise par un opérateur d'énergie privé (Birseck Hydro) en 2008.